# Barmingholten
Barmingholten ist ein Stadtteil von Oberhausen, der im Nordwesten des Stadtbezirks Sterkrade liegt und Ende 2012 ca. 3.150 Einwohner zählte und eine Fläche von 215 ha aufweist. Er grenzt im Norden und Westen an Dinslaken, im Osten an Schmachtendorf und im Süden an Holten.
Der Ort wurde 1917 zum Teil aus der Bürgermeisterei Hiesfeld herausgelöst und gemeinsam mit Schmachtendorf und Walsumermark nach Sterkrade eingemeindet. Wie Styrum, Dümpten, Vonderort, Dellwig, Frintrop und Biefang wurde auch Barmingholten zwischen zwei Städten aufgeteilt. Der andere Teil gehört seit 1917 zu Dinslaken. Seit 1929 ist Barmingholten ein Stadtteil von Oberhausen. In den letzten Jahren entstanden viele neue Häuser und Wohnungen. Bekanntestes Objekt ist die sogenannte Solarsiedlung an der Emmericher Straße/Tackstraße. Barmingholten ist durch die Buslinien 26, 918, 954 sowie 957 des Verkehrsverbundes Rhein-Ruhr an das Nahverkehrsnetz angeschlossen.
| Linie | Verlauf | Takt (Mo–Fr)                                                        | Betreiber |
| ----- | --- | ------------------------------------------------------------------- | --------- |
| 26    | Kaufmännische Schulen – Dinslaken Bf – Hiesfeld Kirche – Oberhausen-Barmingholten – Im Hardtfeld | einzelne Fahrten an Schultagen                                      | NIAG      |
| 918   | Voerde Rathausplatz – Dinslaken Bf – Hiesfeld Kirche – Oberhausen-Barmingholten – OB-Holten Bf | 60 min                                                              | NIAG      |
| 954   | Walsumermark Hirschkamp – Neuköln – Brink – Walsumermark Eichsfeldstr. – Schmachtendorf – Waldhuck – Barmingholten – OB-Holten Bf – Holten Markt – Biefang Dienststraße – Buschhausen Friesen-/Beerenstraße – OB-Sterkrade Bf                                               | 30 min                                                              | STOAG     |
| 957   | (Graßhofstraße – Waldteich –) Kiebitzstraße – OB-Sterkrade Bf – Osterfeld Mitte – OB-Osterfeld Süd Bf – Burg Vondern – Borbeck – Neue Mitte Oberhausen – TZU – Ziesakplaza – Marienkirche – Theater/Ebertbad – Oberhausen Hbf – Bebelstraße – Babcock Werk 1 – Tulpenstraße | 20/60 min (Graßhofstr.–Kiebitzstr.) 20 min (Kiebitzstr.–Tulpenstr.) | STOAG     |